# Дзеккини, Антонино
Антони́но Дзекки́ни (итал. Antonino Zecchini, 7 декабря 1864, Виско, королевство Италия — 17 марта 1935, Рига, Латвия) — итальянский прелат, ватиканский дипломат и иезуит. Титулярный епископ Миры с 22 октября 1922. Апостольский нунций в Латвии, Литве и Эстонии с 22 октября 1922 по 13 мая 1931. Апостольский администратор  Эстонии с 1 ноября 1924 по 11 мая 1931.

## Биография
Будучи членом монашеского ордена иезуитов, Антонино Дзеккини 25 июня 1893 года был рукоположён в священника. Потом работал в Ватиканской дипломатической службе. 21 декабря 1922 года был рукоположён в епископа. 22 октября 1922 года был назначен титулярным епископом Миры и апостольским нунцием в Латвии, Литве и Эстонии. 10 апреля 1924 года был назначен в Эстонию апостольским визитатором.
После учреждения 1 ноября 1924 года Апостольской администратуры Эстонии Антонино Дзеккини был назначен первым ординарием этой католической административно-церковной структуры.
14 апреля 1926 года Святой Престол назначил Антонино Дзеккини апостольским нунцием в Латвии.
13 мая 1931 года ушёл в отставку. До своей смерти в 1935 году проживал в Латвии и Эстонии, исполняя должность апостольского нунция.
Был похоронен в Риге. Его похороны, в которых приняли участие около 100 тысяч человек, стали крупнейшей уличной демонстрацией в предвоенной Латвии.